# SK Sifhälla

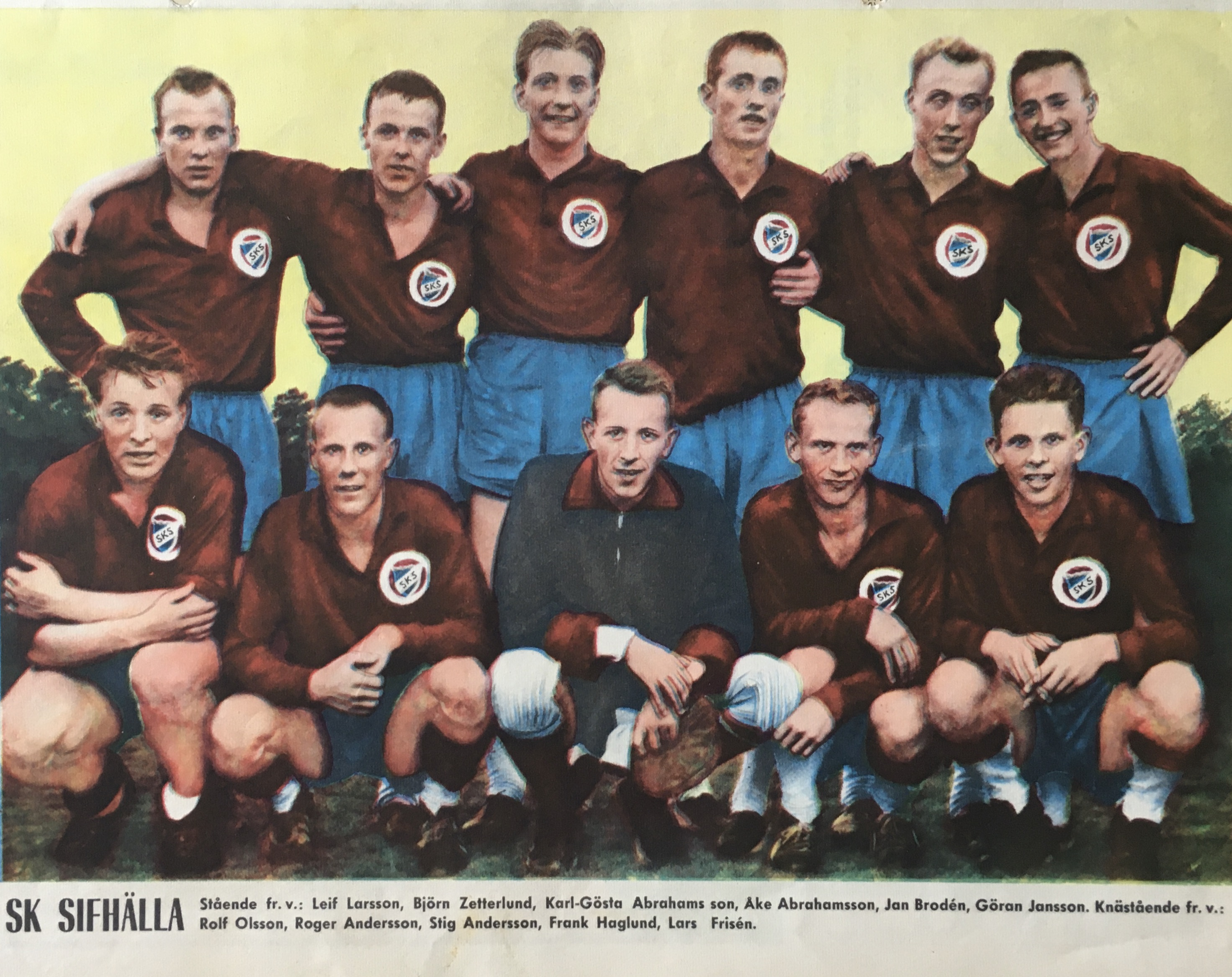
SK Sifhälla 1960, med ett lag som då spelade i Division 2 Svealand.

Sportklubben Sifhälla, eller SK Sifhälla, var en idrottsförening från Säffle i Värmland som bildades 1908, främst framträdande genom fotboll där föreningen spelade flera säsonger i gamla division II och för att profiler som Sven-Göran Eriksson och Bertil Ek har spelat i klubben. 
I maj 2019 blev det klart att Sifhälla skulle sammanslås med lokalrivalen Säffle FF. Den 11 november 2019 skedde den officiella sammanslagningen till Säffle SK, varmed Sifhälla upplöstes.
Föreningen bildades som IF Sifhälla men namnändrades till SK Sifhälla 1941 efter sammanslagning med (en första upplaga av) Säffle SK.

## Fotboll
Redan under IF Sifhällas föreningens jungfruår 1908 spelade Sifhälla sin första fotbollsmatch. För motståndet svarade IFK Åmål, dalslänningarna vann kampen med 4-0. Föreningen förde inledningsvis en relativt anonym tillvaro men 1917 besegrade man blivande storlaget Degerfors IF i DM-finalen, vilket skulle komma att bli Sifhällas enda DM-titel.
Den något tynande tillvaron fortsatte efter bildandet av SK Sifhälla 1941 men säsongen 1951/1952 skulle komma att bli en brytpunkt. Dels tog sig laget till en ny DM-final mot Degerfors. Denna gång spelades matchen på Sporthälla inför 2 400 åskådare men gästerna (som samma år slutade sexa i Allsvenskan) var ofina nog att segra med 6-1. Sifhälla vann dock division V (på den tiden femte högsta division) på bättre målskillnad än Karlstads FF, till stor del tack vare 13-2 i sista omgången mot Nykroppa.
Säsongen 1954/1955 vann Sifhälla division III, motsvarande dagens division I, som nykomling. Laget vann serien en poäng före IF Viken och tog därmed steget upp till division II. Division II var fram till 1986 den näst högsta serien i riket.

### Näst högsta serien
Debutsäsongen i division II 1955/1956 slutade med en niondeplats och degradering i en mycket jämn sluttabell, en poäng till hade räckt till nytt kontrakt. Laget tog sig dock tillbaka direkt efter att ha vunnit sin division III-serie 1956/1957. Laget klarade nytt kontrakt i division II med god marginal maratonsäsongen 1957/1958 (serien spelades vår-höst-vår p.g.a. omställning till den vår-höst-säsong svensk fotboll alltjämt begagnar sig av). Till säsongen 1959 flyttades Sifhälla från Svealandsgruppen till Västra Götalandsgruppen, laget slutade på femte plats. Sedan flyttades laget tillbaka till Svealandsserien där man slutade på andra plats bakom Örebro SK (som genom kvalspel uppflyttades till Allsvenskan). Samma år gjorde laget turné i DDR där man bland annat spelade inför 40 000 åskådare och två miljoner TV-tittande östtyskar.
Efter fyra säsonger på nedre halvan 1961-1964 gjorde Sifhälla en storartad säsong 1965. Laget ledde serien efter 13 (av 22) omgångar men kunde inte står emot rutinerade ex-allsvenska lag som Brage och Eskilstuna men slutade likväl på en god fjärde plats. Säsongen därpå förbyttes dur mot moll, laget slutade sist i Norra Götalandsgruppen och sejouren i finrummet var därmed över. Bland profilerna i Sifhälla under denna tid märks ex-allsvenske Bertil Rylander och den blivande landslagsmannen Hasse Johansson.
Totalt blev det således tio säsonger i näst högsta serien. Detta placerar per 2022 Sifhälla på 89:e plats i maratontabellen, endast Degerfors, KB Karlskoga och Karlstads BK har bättre meriter bland de värmländska lagen.

### Efter storhetstiden
Sifhälla lyckades aldrig taga sig tillbaka till division II men var ytterst nära redan säsongen 1967 då laget slutade på andra plats i division III Västra Svealand, endast en poäng bakom Karlskoga/Bofors. Efter ett par års nedgång åkte man sedan ur division III 1971 och 1976 åkte man även ur division IV. Laget var t.o.m. nära att åka ned i sjättedivisionen 1977.
Laget återkom till förbundsserierna (division III) 1998, 2003-2004, 2010 och 2018. Från 2011 spelade laget mestadels i Värmlandsfyran. Säsongen 2013 slutade man trea och var nära uppflyttning men seriesegern kneps istället av Säffle FF. Såväl 2016 som 2017 slutade Sifhälla tvåa bakom IFK Ölme respektive Hertzöga. Sifhälla spelade i division III 2018 men slutade precis under nedflyttningsstrecket (rivalen Säffle FF slutade just ovanför). Tillbaka i fyran missade Sifhälla uppflyttningskval 2019 med blott två poäng, vilket kom att bli föreningens sista insats i egen regi.
Klubben brukade arrangera Sifhällaträffen, Sveriges äldsta ungdomsturnering.

## Ishockey
I ishockey spelade Sifhälla en säsong i den högsta serien när laget spelade i division II 1959/1960. Laget tampades i västra B med klubbar som Färjestad, IK Viking och Gais men slutade på sjunde plats och degraderades.

## Övriga idrotter
Genom åren hade Sifhälla, utöver fotboll och ishockey, backhoppning, bandy, bordtennis, fotboll, orientering, simning och skidor på programmet. Flera av dessa sektioner har sedan fortsatt i annan regi (orienteringen i Säffle OK, simningen i Säffle SS och skidorna i Säffle SK). Under de sista åren av Sifhällas tillblivelse tillkom basket och innebandy, vilket följde med in i Säffle SK.